# Federica d'Assia-Darmstadt
Federica Carolina Luisa d'Assia-Darmstadt (Darmstadt, 20 agosto 1752 – Hannover, 22 maggio 1782) nacque nella Casa d'Assia e, per via di matrimonio, fu Duchessa di Meclemburgo-Strelitz.

## Biografia
Federica nacque a Darmstadt come maggiore delle figlie femmine del principe Giorgio Guglielmo d'Assia-Darmstadt (secondo figlio del langravio Luigi VIII d'Assia-Darmstadt) e di sua moglie, la contessa Maria Luisa Albertina di Leiningen-Dagsburg-Falkenburg.
Federica Carolina Luisa sposò il duca Carlo II di Meclemburgo-Strelitz il 18 settembre 1768 a Darmstadt.

## Discendenza
La coppia ebbe dieci figli:
- Carlotta (1769-1818), sposò il duca Federico di Sassonia-Altenburg;
- Carolina Augusta (1771-1773);
- Giorgio Carlo (1772-1773);
- Teresa (1773-1839), sposò Carlo Alessandro di Thurn und Taxis;
- Federico Giorgio (nato e morto nel 1774);
- Luisa (1776-1810), sposò Federico Guglielmo III di Prussia;
- Federica (1778-1841), sposò in prime nozze Luigi Carlo di Prussia; in seconde nozze Federico Guglielmo di Solms-Braunfels ed infine Ernesto Augusto I di Hannover;
- Giorgio (1779-1860), successore del padre nel titolo di Granduca di Meclemburgo-Strelitz;
- Federico Carlo (1781-1783);
- Augusta Albertina (nata e morta nel 1782).

Due delle figlie divennero quindi delle regine consorti: Luisa fu regina di Prussia come moglie di Federico Guglielmo III, mentre Federica fu regina di Hannover sposando Ernesto Augusto I.
Federica Carolina Luisa morì nel 1782 per la tubercolosi, pochi mesi dopo aver dato alla luce la sua ultima figlia; spirò ad Hannover dove il marito serviva come feldmaresciallo. Dopo essere rimasto vedovo, Carlo II si risposò nel 1784 con la sorella minore di Federica, Carlotta. Nel 1794 Carlo II salì al trono ducale di Meclemburgo-Strelitz e nel 1815, al Congresso di Vienna, venne elevato al rango di granduca.

## Ascendenza
|                                                                          |                                               |                                                      | Genitori                                                   |  |  | Nonni |  |  | Bisnonni                             |  |  | Trisnonni                          |  |
|                                                                          |                                               |                                                      |                                                            |  |  |       |  |  | 8. Ernst Ludwig von Hessen-Darmstadt |  |  | 16. Ludwig VI von Hessen-Darmstadt |  |
|                                                                          |                                               |                                                      |                                                            |  |  |       |  |  | 8. Ernst Ludwig von Hessen-Darmstadt |  |  | 16. Ludwig VI von Hessen-Darmstadt |  |
|                                                                          |                                               | 17. Elisabeth Dorothea von Sachsen-Gotha-Altenburg   |                                                            |  |  |       |  |  | 8. Ernst Ludwig von Hessen-Darmstadt |  |  |                                    |  |
| 4. Ludwig VIII von Hessen-Darmstadt                                      |                                               |                                                      |                                                            |  |  |       |  |  | 8. Ernst Ludwig von Hessen-Darmstadt |  |  |                                    |  |
|                                                                          |                                               | 9. Dorothea Charlotte von Brandenburg-Ansbach        | 18. Albrecht II von Brandenburg-Ansbach                    |  |  |       |  |  |                                      |  |  |                                    |  |
|                                                                          |                                               | 9. Dorothea Charlotte von Brandenburg-Ansbach        | 18. Albrecht II von Brandenburg-Ansbach                    |  |  |       |  |  |                                      |  |  |                                    |  |
|                                                                          |                                               | 9. Dorothea Charlotte von Brandenburg-Ansbach        | 19. Sophie Margarete von Öttingen                          |  |  |       |  |  |                                      |  |  |                                    |  |
| 2. Georg Wilhelm von Hessen-Darmstadt                                    |                                               | 9. Dorothea Charlotte von Brandenburg-Ansbach        |                                                            |  |  |       |  |  |                                      |  |  |                                    |  |
|                                                                          |                                               | 10. Johann Reinhard III von Hanau-Lichtenberg        | 20. Johann Reinhard II von Hanau-Lichtenberg               |  |  |       |  |  |                                      |  |  |                                    |  |
|                                                                          |                                               | 10. Johann Reinhard III von Hanau-Lichtenberg        | 20. Johann Reinhard II von Hanau-Lichtenberg               |  |  |       |  |  |                                      |  |  |                                    |  |
|                                                                          |                                               | 10. Johann Reinhard III von Hanau-Lichtenberg        | 21. Anna Magdalena von Pfalz-Birkenfeld-Bischweiler        |  |  |       |  |  |                                      |  |  |                                    |  |
| 5. Charlotte von Hanau-Lichtenberg                                       |                                               | 10. Johann Reinhard III von Hanau-Lichtenberg        |                                                            |  |  |       |  |  |                                      |  |  |                                    |  |
|                                                                          |                                               | 11. Dorothea Friederike von Brandenburg-Ansbach      | 22. Johann Friedrich von Brandenburg-Ansbach               |  |  |       |  |  |                                      |  |  |                                    |  |
|                                                                          |                                               | 11. Dorothea Friederike von Brandenburg-Ansbach      | 22. Johann Friedrich von Brandenburg-Ansbach               |  |  |       |  |  |                                      |  |  |                                    |  |
|                                                                          |                                               | 11. Dorothea Friederike von Brandenburg-Ansbach      | 23. Johanna Elisabeth von Baden-Durlach                    |  |  |       |  |  |                                      |  |  |                                    |  |
| 1. Friederike von Hessen-Darmstadt                                       |                                               | 11. Dorothea Friederike von Brandenburg-Ansbach      |                                                            |  |  |       |  |  |                                      |  |  |                                    |  |
|                                                                          | 12. Johann von Leiningen-Dachsburg-Falkenburg | 24. Georg Wilhelm von Leiningen-Dachsburg-Falkenburg |                                                            |  |  |       |  |  |                                      |  |  |                                    |  |
|                                                                          | 12. Johann von Leiningen-Dachsburg-Falkenburg | 24. Georg Wilhelm von Leiningen-Dachsburg-Falkenburg |                                                            |  |  |       |  |  |                                      |  |  |                                    |  |
|                                                                          | 12. Johann von Leiningen-Dachsburg-Falkenburg | 25. Anne Elisabeth von Daun-Falkenstein              |                                                            |  |  |       |  |  |                                      |  |  |                                    |  |
| 6. Christian Carl Reinhard von Leiningen-Dachsburg-Falkenburg-Heidesheim | 12. Johann von Leiningen-Dachsburg-Falkenburg |                                                      |                                                            |  |  |       |  |  |                                      |  |  |                                    |  |
|                                                                          |                                               | 13. Johanna Magdalene von Hanau-Lichtenberg          | 26. Johann Reinhard II von Hanau-Lichtenberg (= 20)        |  |  |       |  |  |                                      |  |  |                                    |  |
|                                                                          |                                               | 13. Johanna Magdalene von Hanau-Lichtenberg          | 26. Johann Reinhard II von Hanau-Lichtenberg (= 20)        |  |  |       |  |  |                                      |  |  |                                    |  |
|                                                                          |                                               | 13. Johanna Magdalene von Hanau-Lichtenberg          | 27. Anna Magdalena von Pfalz-Birkenfeld-Bischweiler (= 21) |  |  |       |  |  |                                      |  |  |                                    |  |
| 3. Maria Luise Albertine zu Leiningen-Dagsburg-Falkenburg                |                                               | 13. Johanna Magdalene von Hanau-Lichtenberg          |                                                            |  |  |       |  |  |                                      |  |  |                                    |  |
|                                                                          |                                               | 14. Ludwig zu Solms-Rödelheim                        | 28. Johann August zu Solms-Rödelheim                       |  |  |       |  |  |                                      |  |  |                                    |  |
|                                                                          |                                               | 14. Ludwig zu Solms-Rödelheim                        | 28. Johann August zu Solms-Rödelheim                       |  |  |       |  |  |                                      |  |  |                                    |  |
|                                                                          |                                               | 14. Ludwig zu Solms-Rödelheim                        | 29. Eleonore Barbara Marie Cratz von Scharffenstein        |  |  |       |  |  |                                      |  |  |                                    |  |
| 7. Katharina Polyxena zu Solms-Rödelheim                                 |                                               | 14. Ludwig zu Solms-Rödelheim                        |                                                            |  |  |       |  |  |                                      |  |  |                                    |  |
|                                                                          |                                               | 15. Charlotte Sibylle von Ahlefeldt-Rixingen         | 30. Friedrich von Ahlefeldt                                |  |  |       |  |  |                                      |  |  |                                    |  |
|                                                                          |                                               | 15. Charlotte Sibylle von Ahlefeldt-Rixingen         | 30. Friedrich von Ahlefeldt                                |  |  |       |  |  |                                      |  |  |                                    |  |
|                                                                          |                                               | 15. Charlotte Sibylle von Ahlefeldt-Rixingen         | 31. Maria Elisabeth von Leiningen-Dagsburg-Hartenburg      |  |  |       |  |  |                                      |  |  |                                    |  |
|                                                                          |                                               | 15. Charlotte Sibylle von Ahlefeldt-Rixingen         |                                                            |  |  |       |  |  |                                      |  |  |                                    |  |